# Wrecking Ball (bài hát của Miley Cyrus)
"Wrecking Ball" là một bài hát của nghệ sĩ thu âm người Mỹ Miley Cyrus nằm trong album phòng thu thứ tư của cô, Bangerz (2013). Nó được phát hành lần đầu tiên vào ngày 25 tháng 8 năm 2013 như là một đĩa đơn quảng bá, trước khi được chọn làm đĩa đơn thứ hai trích từ album vào ngày 16 tháng 9 năm 2013 ở Hoa Kỳ bởi RCA Records. Bài hát được đồng viết lời bởi Mozella, Stephan Moccio, Sacha Skarbek và Kiyanu Kim với những nhà sản xuất của nó Dr. Luke và Cirkut, những cộng tác viên quen thuộc xuyên suốt sự nghiệp của Cyrus. Được sáng tác với dự định sẽ do Beyoncé thể hiện nhưng đã không thể thực hiện và lấy cảm hứng từ âm nhạc của Timbaland và OneRepublic, "Wrecking Ball" là một bản pop ballad mang nội dung đề cập đến tâm trạng của một người phụ nữ trước sự suy thoái trong một mối quan hệ giữa cô với người yêu. Mặc dù Cyrus không tham gia vào quá trình viết lời, đã có nhiều nghi vấn về việc nó được lên ý tưởng từ câu chuyện tình cảm đang gặp khó khăn lúc bấy giờ của nữ ca sĩ với người chồng hiện tại Liam Hemsworth.
Sau khi phát hành, "Wrecking Ball" nhận được những phản ứng tích cực từ các nhà phê bình âm nhạc, trong đó họ đánh giá cao nội dung lời bài hát cũng như quá trình sản xuất nó, đồng thời gọi đây là một điểm nhấn nổi bật từ Bangerz. Ngoài ra, bài hát còn gặt hái nhiều giải thưởng và đề cử tại những lễ trao giải lớn, bao gồm đề cử tại giải thưởng âm nhạc Billboard năm 2014 cho Top Bài hát Hot 100. "Wrecking Ball" cũng tiếp nhận những thành công vượt trội về mặt thương mại, đứng đầu các bảng xếp hạng ở Canada, Tây Ban Nha và Vương quốc Anh, đồng thời lọt vào top 10 ở hầu hết những quốc gia nó xuất hiện, bao gồm vươn đến top 5 ở những thị trường lớn như Úc, Áo, Bỉ, Đan Mạch, Pháp, Ireland, Ý, New Zealand, Na Uy, Thụy Điển và Thụy Sĩ. Tại Hoa Kỳ, nó đạt vị trí số một trên bảng xếp hạng Billboard Hot 100 trong ba tuần không liên tiếp, trở thành đĩa đơn quán quân đầu tiên của Cyrus tại đây, và thiết lập kỷ lục về khoảng cách lớn nhất giữa hai lần đứng đầu trong lịch sử bảng xếp hạng với chín tuần. Tính đến nay, nó đã bán được hơn 8 triệu bản trên toàn cầu, trở thành một trong những đĩa đơn bán chạy nhất mọi thời đại.
Video ca nhạc cho "Wrecking Ball" được đạo diễn bởi Terry Richardson, trong đó bao gồm những cảnh cận mặt Cyrus đang hát, xen kẽ với những hình ảnh cô khỏa thân và ngồi trên một quả cầu thép. Mặc dù vấp phải những ý kiến trái chiều xung quanh những hình ảnh khiêu khích của nó, video đã phá vỡ kỷ lục lúc bấy giờ về số lượt xem cao nhất cho một video ca nhạc trong ngày đầu phát hành, đồng thời chiến thắng tại giải Âm nhạc châu Âu của MTV năm 2013 cho Video xuất sắc nhất, giải Video âm nhạc của MTV năm 2014 cho Video của năm và giải thưởng Âm nhạc Thế giới năm 2014 cho Video xuất sắc nhất thế giới. Để quảng bá bài hát, nữ ca sĩ đã trình diễn nó trên nhiều chương trình truyền hình và lễ trao giải lớn, bao gồm The Ellen DeGeneres Show, Late Night with Jimmy Fallon, MTV Unplugged, Saturday Night Live, Wetten, dass..? và giải thưởng Âm nhạc Mỹ năm 2013, cũng như trong nhiều chuyến lưu diễn của cô. Kể từ khi phát hành, "Wrecking Ball" đã được hát lại và sử dụng làm nhạc mẫu bởi nhiều nghệ sĩ, như "Weird Al" Yankovic, James Arthur, Christina Grimmie và dàn diễn viên của Glee.

## Danh sách bài hát
Tải kĩ thuật số
1. "Wrecking Ball" – 3:43

Đĩa CD
1. "Wrecking Ball" (bản album) – 3:45
2. "Wrecking Ball" (không lời) – 3:44

## Xếp hạng
| Bảng xếp hạng (2013-14)                   | Vị trí cao nhất |
| ----------------------------------------- | --------------- |
| Úc (ARIA)                                 | 2               |
| Áo (Ö3 Austria Top 40)                    | 2               |
| Bỉ (Ultratop 50 Flanders)                 | 4               |
| Bỉ (Ultratop 50 Wallonia)                 | 5               |
| Brazil (Billboard Brasil Hot 100)         | 4               |
| Brazil Hot Pop Songs                      | 1               |
| Canada (Canadian Hot 100)                 | 1               |
| Cộng hòa Séc (Rádio Top 100)              | 2               |
| Đan Mạch (Tracklisten)                    | 4               |
| Phần Lan (Suomen virallinen lista)        | 9               |
| Pháp (SNEP)                               | 2               |
| Đức (Official German Charts)              | 6               |
| Hy Lạp Nhạc số (Billboard)                | 2               |
| Đức (GfK)                                 | 6               |
| Hungary (Rádiós Top 40)                   | 13              |
| Hungary (Single Top 40)                   | 1               |
| Ireland (IRMA)                            | 2               |
| Israel (Media Forest)                     | 1               |
| Ý (FIMI)                                  | 3               |
| Luxembourg Digital Song Sales (Billboard) | 3               |
| Hà Lan (Dutch Top 40)                     | 11              |
| Hà Lan (Single Top 100)                   | 13              |
| Mexico Ingles Phát thanh (Billboard)      | 1               |
| New Zealand (Recorded Music NZ)           | 2               |
| Na Uy (VG-lista)                          | 2               |
| Ba Lan (Polish Airplay Top 100)           | 4               |
| Bồ Đào Nha Nhạc số (Billboard)            | 4               |
| Scotland (OCC)                            | 1               |
| Slovakia (Rádio Top 100)                  | 10              |
| Slovenia (SloTop50)                       | 5               |
| Nam Phi (EMA)                             | 2               |
| Tây Ban Nha (PROMUSICAE)                  | 1               |
| Thụy Điển (Sverigetopplistan)             | 3               |
| Thụy Sĩ (Schweizer Hitparade)             | 5               |
| Anh Quốc (OCC)                            | 1               |
| Hoa Kỳ Billboard Hot 100                  | 1               |
| Hoa Kỳ Adult Contemporary (Billboard)     | 15              |
| Hoa Kỳ Adult Pop Airplay (Billboard)      | 7               |
| Hoa Kỳ Dance Club Songs (Billboard)       | 15              |
| Hoa Kỳ Pop Airplay (Billboard)            | 1               |
| Hoa Kỳ Rhythmic (Billboard)               | 16              |

| Bảng xếp hạng (2013)                 | Vị trí |
| ------------------------------------ | ------ |
| Australia (ARIA)                     | 22     |
| Austria (Ö3 Austria Top 40)          | 35     |
| Belgium (Ultratop 50 Flanders)       | 36     |
| Belgium (Ultratop 50 Wallonia)       | 59     |
| Canada (Canadian Hot 100)            | 33     |
| Denmark (Tracklisten)                | 50     |
| Finland (Suomen virallinen lista)    | 1      |
| France (SNEP)                        | 35     |
| Germany (Official German Charts)     | 47     |
| Israel (Media Forest)                | 94     |
| Italy (FIMI)                         | 38     |
| Netherlands (Dutch Top 40)           | 47     |
| Netherlands (Single Top 100)         | 34     |
| New Zealand (Recorded Music NZ)      | 32     |
| Slovenia (SloTop50)                  | 36     |
| South Africa (EMA)                   | 9      |
| Spain (PROMUSICAE)                   | 33     |
| Sweden (Sverigetopplistan)           | 31     |
| Switzerland (Schweizer Hitparade)    | 49     |
| UK Singles (Official Charts Company) | 41     |
| US Billboard Hot 100                 | 18     |
| US Pop Songs (Billboard)             | 48     |
| Bảng xếp hạng (2014)                 | Vị trí |
| Belgium (Ultratop 50 Wallonia)       | 74     |
| Canada (Canadian Hot 100)            | 62     |
| France (SNEP)                        | 99     |
| Israel (Media Forest)                | 27     |
| Italy (FIMI)                         | 73     |
| Netherlands (Dutch Top 40)           | 139    |
| Slovenia (SloTop50)                  | 45     |
| Spain (PROMUSICAE)                   | 45     |
| Switzerland (Schweizer Hitparade)    | 73     |
| US Billboard Hot 100                 | 44     |
| US Adult Contemporary (Billboard)    | 46     |

| Bảng xếp hạng (2010–2019) | Vị trí |
| ------------------------- | ------ |
| US Billboard Hot 100      | 99     |

## Chứng nhận
| Quốc gia | Chứng nhận    | Số đơn vị/doanh số chứng nhận |
| --- | ------------- | ----------------------------- |
| Úc (ARIA) | 6× Bạch kim   | 420.000‡                      |
| Áo (IFPI Áo) | Vàng          | 15.000*                       |
| Bỉ (BEA) | Vàng          | 15.000*                       |
| Canada (Music Canada) | 7× Bạch kim   | 560.000^                      |
| Đan Mạch (IFPI Đan Mạch) | Bạch kim      | 30.000^                       |
| Phần Lan (Musiikkituottajat) | —             | 60,394                        |
| Pháp (SNEP) | —             | 88,200                        |
| Đức (BVMI) | Bạch kim      | 500.000^                      |
| Ý (FIMI) | 2× Bạch kim   | 60.000*                       |
| México (AMPROFON) | Bạch kim+Vàng | 90.000*                       |
| New Zealand (RMNZ) | Bạch kim      | 15.000*                       |
| Hà Lan (NVPI) | Bạch kim      | 20.000^                       |
| Na Uy (IFPI) | 11× Bạch kim  | 110.000*                      |
| Hàn Quốc (Gaon Chart) | —             | 15,333                        |
| Thụy Điển (GLF) | 3× Bạch kim   | 60.000‡                       |
| Thụy Sĩ (IFPI) | Bạch kim      | 30.000^                       |
| Anh Quốc (BPI) | Bạch kim      | 600.000‡                      |
| Hoa Kỳ (RIAA) | 5× Bạch kim   | 5.000.000‡                    |
| Venezuela (APFV) | 2× Bạch kim   | 20.000^                       |
| Streaming |               |                               |
| Đan Mạch (IFPI Đan Mạch) | Bạch kim      | 1.800.000^                    |
| Tây Ban Nha (PROMUSICAE) | Bạch kim      | 10.000.000*                   |
| * Chứng nhận dựa theo doanh số tiêu thụ. ^ Chứng nhận dựa theo doanh số nhập hàng. ‡ Chứng nhận dựa theo doanh số tiêu thụ và phát trực tuyến. |               |                               |

## Lịch sử phát hành
| Nước           | Ngày                 | Định dạng              | Nhãn       | Nguồn   |
| -------------- | -------------------- | ---------------------- | ---------- | ------- |
| Hoa Kỳ         | 25 tháng 8 năm 2013  | Tải kĩ thuật số        | RCA        | [ 98 ]  |
| Ý              | 13 tháng 9 năm 2013  | Contemporary hit radio | Sony Music | [ 99 ]  |
| Hoa Kỳ         | 16 tháng 9 năm 2013  | Hot adult contemporary | RCA        | [ 100 ] |
| Hoa Kỳ         | 17 tháng 9 năm 2013  | Contemporary hit radio | RCA        | [ 101 ] |
| Vương quốc Anh | 6 tháng 10 năm 2013  | Tải kĩ thuật số        | RCA        | [ 102 ] |
| Đức            | 18 tháng 10 năm 2013 | CD                     | Sony Music | [ 103 ] |